# Tour de Utah 2017
La 13.ª edición de la competición ciclista Tour de Utah (oficialmente: Larry H. Miller Tour of Utah) se celebró entre el 31 de julio y el 6 de agosto de 2017 sobre un recorrido de 1131,2 kilómetros dividido en 7 etapas, con inicio en el Parque nacional Zion y final en la ciudad de Park City.
La prueba formó parte del UCI America Tour 2017 dentro de la categoría 2.HC (máxima categoría de estos circuitos).
La carrera fue ganada por el canadiense Rob Britton del equipo Rally Cycling, seguido por Gavin Mannion (UnitedHealthcare Pro Cycling Team) y en tercera posición Serghei Tvetcov (Jelly Belly p/b Maxxis).

## Equipos participantes
| WorldTeam- BMC Racing Team Equipos continentales profesionales (6)- Bardiani CSF - Caja Rural-Seguros RGA - Israel Cycling Academy - Nippo-Vini Fantini - Novo Nordisk - UnitedHealthcare Equipos continentales (8)- Amore & Vita-Selle SMP-Fondriest - Axeon-Hagens Berman - Cylance - Elevate-KHS - Holowesko Citadel - Jelly Belly-Maxxis - Rally Cycling - Silber Unknown team category- Hangar 15 Bicycles |
| |

## Clasificaciones finales
- Las clasificaciones finalizaron de la siguiente forma:

### Clasificación general
| \| Clasificación general \| Clasificación general \| Clasificación general \| Clasificación general \| Clasificación general \| \| Ciclista \| Ciclista \| Equipo \| Tiempo \| \| \| --------------------- \| --------------------- \| ----------------------- \| --------------------- \| --------------------- \| \| 1.º \| Rob Britton \| Rally Cycling \| 22 h 48 min 03 s \| \| \| 2.º \| Gavin Mannion \| UnitedHealthcare \| + 22 s \| \| \| 3.º \| Serghei Țvetcov \| Jelly Belly-Maxxis \| + 32 s \| \| \| 4.º \| Neilson Powless \| Axeon-Hagens Berman \| + 35 s \| \| \| 5.º \| Brent Bookwalter \| BMC Racing Team \| + 2 min 00 s \| \| \| 6.º \| Giulio Ciccone \| Bardiani CSF \| + 2 min 16 s \| \| \| 7.º \| Jonathan Clarke \| UnitedHealthcare \| + 2 min 41 s \| \| \| 8.º \| Chris Butler \| Caja Rural-Seguros RGA \| + 2 min 47 s \| \| \| 9.º \| Sepp Kuss \| Rally Cycling \| + 2 min 55 s \| \| \| 10.º \| James Piccoli \| Elevate-KHS Pro Cycling \| + 3 min 00 s \| \| |                  |                         |                  |
| |                  |                         |                  |
| Fuente: Cycling Quotient |                  |                         |                  |
| Clasificación general |                  |                         |                  |
| Ciclista | Ciclista         | Equipo                  | Tiempo           |
| 1.º | Rob Britton      | Rally Cycling           | 22 h 48 min 03 s |
| 2.º | Gavin Mannion    | UnitedHealthcare        | + 22 s           |
| 3.º | Serghei Țvetcov  | Jelly Belly-Maxxis      | + 32 s           |
| 4.º | Neilson Powless  | Axeon-Hagens Berman     | + 35 s           |
| 5.º | Brent Bookwalter | BMC Racing Team         | + 2 min 00 s     |
| 6.º | Giulio Ciccone   | Bardiani CSF            | + 2 min 16 s     |
| 7.º | Jonathan Clarke  | UnitedHealthcare        | + 2 min 41 s     |
| 8.º | Chris Butler     | Caja Rural-Seguros RGA  | + 2 min 47 s     |
| 9.º | Sepp Kuss        | Rally Cycling           | + 2 min 55 s     |
| 10.º | James Piccoli    | Elevate-KHS Pro Cycling | + 3 min 00 s     |

### Clasificación por puntos
| Clasificación por puntos | Clasificación por puntos | Clasificación por puntos      | Clasificación por puntos | Clasificación por puntos |
| Ciclista                 | Ciclista                 | Equipo                        | Puntos                   |                          |
| ------------------------ | ------------------------ | ----------------------------- | ------------------------ | ------------------------ |
| 1.º                      | Travis McCabe            | UnitedHealthcare              | 42 pts                   |                          |
| 2.º                      | Marco Canola             | Nippo-Vini Fantini            | 39 pts                   |                          |
| 3.º                      | Mihkel Räim              | Israel Cycling Academy        | 22 pts                   |                          |
| 4.º                      | John Murphy              | Holowesko Citadel Racing Team | 20 pts                   |                          |
| 5.º                      | Brent Bookwalter         | BMC Racing Team               | 18 pts                   |                          |
| 6.º                      | Joshua Berry             | Jelly Belly-Maxxis            | 11 pts                   |                          |
| 7.º                      | Guillaume Boivin         | Israel Cycling Academy        | 11 pts                   |                          |
| 8.º                      | Gavin Mannion            | UnitedHealthcare              | 10 pts                   |                          |
| 9.º                      | Logan Owen               | Axeon-Hagens Berman           | 10 pts                   |                          |
| 10.º                     | Rob Britton              | Rally Cycling                 | 9 pts                    |                          |

### Clasificación de la montaña
| Clasificación de la montaña | Clasificación de la montaña | Clasificación de la montaña   | Clasificación de la montaña | Clasificación de la montaña |
| Ciclista                    | Ciclista                    | Equipo                        | Puntos                      |                             |
| --------------------------- | --------------------------- | ----------------------------- | --------------------------- | --------------------------- |
| 1.º                         | Jacob Rathe                 | Jelly Belly-Maxxis            | 25 pts                      |                             |
| 2.º                         | Giulio Ciccone              | Bardiani CSF                  | 24 pts                      |                             |
| 3.º                         | Rubén Companioni            | Holowesko Citadel Racing Team | 15 pts                      |                             |
| 4.º                         | Miguel Ángel Benito         | Caja Rural-Seguros RGA        | 15 pts                      |                             |
| 5.º                         | Rob Britton                 | Rally Cycling                 | 15 pts                      |                             |
| 6.º                         | Sepp Kuss                   | Rally Cycling                 | 15 pts                      |                             |
| 7.º                         | Joey Rosskopf               | BMC Racing Team               | 14 pts                      |                             |
| 8.º                         | Brent Bookwalter            | BMC Racing Team               | 13 pts                      |                             |
| 9.º                         | Antonio Molina Canet        | Caja Rural-Seguros RGA        | 13 pts                      |                             |
| 10.º                        | Serghei Țvetcov             | Jelly Belly-Maxxis            | 12 pts                      |                             |

### Clasificación del mejor joven
| Clasificación del mejor joven | Clasificación del mejor joven | Clasificación del mejor joven | Clasificación del mejor joven | Clasificación del mejor joven |
| Ciclista                      | Ciclista                      | Equipo                        | Tiempo                        |                               |
| ----------------------------- | ----------------------------- | ----------------------------- | ----------------------------- | ----------------------------- |
| 1.º                           | Neilson Powless               | Axeon-Hagens Berman           | 22 h 48 min 38 s              |                               |
| 2.º                           | Jhonatan Narváez              | Axeon-Hagens Berman           | + 5 min 25 s                  |                               |
| 3.º                           | Keegan Swirbul                | Jelly Belly-Maxxis            | + 22 min 05 s                 |                               |
| 4.º                           | Alex Hoehn                    | Elevate-KHS Pro Cycling       | + 29 min 03 s                 |                               |
| 5.º                           | Alex Aranburu                 | Caja Rural-Seguros RGA        | + 31 min 36 s                 |                               |
| 6.º                           | Patrick Müller                | BMC Development               | + 34 min 59 s                 |                               |
| 7.º                           | Lorenzo Rota                  | Bardiani CSF                  | + 37 min 54 s                 |                               |
| 8.º                           | Logan Owen                    | Axeon-Hagens Berman           | + 41 min 38 s                 |                               |
| 9.º                           | Simone Velasco                | Bardiani CSF                  | + 42 min 38 s                 |                               |
| 10.º                          | Rui Oliveira                  | Axeon-Hagens Berman           | + 45 min 05 s                 |                               |

### Clasificación por equipos
| Clasificación por equipos | Clasificación por equipos             | Clasificación por equipos | Clasificación por equipos |
| Equipo                    | Equipo                                | Tiempo                    |                           |
| ------------------------- | ------------------------------------- | ------------------------- | ------------------------- |
| 1.º                       | BMC Racing Team                       | 68 h 30 min 57 s          |                           |
| 2.º                       | UnitedHealthcare                      | + 1 min 39 s              |                           |
| 3.º                       | Caja Rural-Seguros RGA                | + 6 min 30 s              |                           |
| 4.º                       | Trek-Segafredo                        | + 14 min 35 s             |                           |
| 5.º                       | UnitedHealthcare                      | + 21 min 50 s             |                           |
| 6.º                       | Lupus Racing                          | + 27 min 12 s             |                           |
| 7.º                       | Fortuneo-Vital Concept                | + 29 min 27 s             |                           |
| 8.º                       | Holowesko-Citadel-Hincapie Sportswear | + 38 min 55 s             |                           |
| 9.º                       | Jelly Belly-Maxxis                    | + 41 min 53 s             |                           |
| 10.º                      | Rally Cycling                         | + 49 min 46 s             |                           |

## UCI World Ranking
El Tour de Utah otorga puntos para el UCI America Tour 2017 y el UCI World Ranking, este último para corredores de los equipos en las categorías UCI ProTeam, Profesional Continental y Equipos Continentales. Las siguientes tablas son el baremo de puntuación y los corredores que obtuvieron puntos:
| Posición              | 1.º | 2.º | 3.º | 4.º | 5.º | 6.º | 7.º | 8.º | 9.º | 10.º | 11.º | 12.º | 13.º | 14.º | 15.º | 16.º-30.º | 31.º-40.º |
| Clasificación general | 200 | 150 | 125 | 100 | 85  | 70  | 60  | 50  | 40  | 35   | 30   | 25   | 20   | 15   | 10   | 5         | 3         |
| Por etapa             | 20  | 10  | 5   |     |     |     |     |     |     |      |      |      |      |      |      |           |           |
| Líder                 | 5   |     |     |     |     |     |     |     |     |      |      |      |      |      |      |           |           |

| Clasificación | Clasificación | Clasificación | Clasificación | Clasificación | Clasificación | Clasificación |
| Posición      | Ciclista      | Equipo        | General       | Etapa         | Líder         | Total         |
| ------------- | ------------- | ------------- | ------------- | ------------- | ------------- | ------------- |
| 1.º           | Bandera de ?  |               | 200           |               |               |               |
| 2.º           | Bandera de ?  |               | 150           |               |               |               |
| 3.º           | Bandera de ?  |               | 125           |               |               |               |
| 4.º           | Bandera de ?  |               | 100           |               |               |               |
| 5.º           | Bandera de ?  |               | 85            |               |               |               |
| 6.º           | Bandera de ?  |               | 70            |               |               |               |
| 7.º           | Bandera de ?  |               | 60            |               |               |               |
| 8.º           | Bandera de ?  |               | 50            |               |               |               |
| 9.º           | Bandera de ?  |               | 40            |               |               |               |
| 10.º          | Bandera de ?  |               | 35            |               |               |               |